# Ivana Baquero
Ivana Baquero, née le 11 juin 1994 à Barcelone, en Espagne, est une actrice espagnole.
Elle est surtout connue pour ses rôles d'Ofelia dans Le Labyrinthe de Pan de Guillermo del Toro et d'Eretria dans Les Chroniques de Shannara en 2016. Elle joue également des rôles mineurs dans les films d'horreur du label Fantastic Factory (compagnie Filmax), qui l'avait choisie car elle « simule bien la peur ». En 2005, Guillermo del Toro la sélectionne pour Le Labyrinthe de Pan, film qui obtient un très bon accueil au festival de Cannes de 2006.

## Filmographie

### Cinéma

#### Longs métrages
- 2004 : L'Enfer des loups (Romasanta) de Paco Plaza : Ana
- 2004 : Rottweiler de Brian Yuzna : Esperanza
- 2005 : Fragile (Frágiles) de Jaume Balagueró : Mandy
- 2006 : Le Labyrinthe de Pan (El laberinto del fauno) de Guillermo del Toro: Ofelia
- 2008 : La Femme de l'anarchiste (The Anarchist's Wife) de Marie Noëlle et Peter Sehr : Paloma à 15 ans
- 2009 : Instinct de survie (The New Daughter) de Luis Berdejo : Loiuisa James
- 2013 : Another Me de Isabel Coixet : Kaylie
- 2014 : Misfits Club (El club de los incomprendidos) de Carlos Sedes : Meri
- 2016 : Gelo de  Gonçalo Galvão Teles et Luís Galvão Teles : Catarina/Joana
- 2017 : Demonios tu ojos de Pedro Aguilera : Aurora
- 2020 : Feedback de Pedro C. Alonso : Claire
- 2021 : Black Friday de Casey Tebo : Marnie
- 2025 : Veuve noire (film, 2025) (La Viuda Negra) de Carlos Sedes : Maje

#### Courts métrages
- 2010 : Absència de Javi Muñoz : Lena
- 2011 : The Red Virgin de Sheila Pye : Hildegart Rodriguez
- 2016 : Como làgrimas en la sal de  Helena Mariño Ruiz : Lia

### Télévision

#### Séries télévisées
- 2016-2017 : Les Chroniques de Shannara (The Shannara Chronicles) : Eretria (20 épisodes)
- 2019-2020 : Alta Mar : Eva Villanueva (22 épisodes)

#### Téléfilms
- 2005 : Maria i Assou de Sílvia Quer : Nicole
- 2005 : Conte de Noël (Cuento de Navidad ) de Paco Plaza : Moni

## Distinctions
Sauf indication contraire, les informations mentionnées dans cette section peuvent être confirmées par la base de données cinématographiques IMDb,  présente dans la section « Liens externes ».

### Récompenses
- 2007 : Prix Goya du meilleur espoir féminin pour Le Labyrinthe de Pan.
- 2007 : Imagen Awards : Meilleure actrice pour Le Labyrinthe de Pan.
- 2007 : Prix ACE : Meilleur espoir féminin pour Le Labyrinthe de Pan.
- 2007 : Unión de Actores y Actrices : Meilleur espoir féminin pour Le Labyrinthe de Pan.
- 2007 : Turia Awards : Meilleur espoir féminin pour Le Labyrinthe de Pan.
- 2007 : Saturn Awards : Meilleur(e) jeune acteur ou actrice pour Le Labyrinthe de Pan.
- 2016 : A Night of Horror International Film Festival (en), meilleure actrice pour Gelo
- 2016 : Fantastic Planet Film Festival, meilleure actrice pour Gelo
- 2016 : Festival international de cinéma de Figueira da Foz, meilleure actrice pour Gelo
- 2017 : Festival du cinéma espagnol de Malaga, meilleure actrice (Zonacine) pour Demonios tus ojos

### Nominations
- 2006 : Alliance of Women Film Journalists Awards : Meilleure révélation féminine pour Le Labyrinthe de Pan.
- 2006 : Chicago Film Critics Association Awards : Actrice la plus prometteuse pour Le Labyrinthe de Pan.
- 2007 : Butaca Awards : Meilleure actrice catalane pour Le Labyrinthe de Pan.
- 2007 : Cinema Writers Circle Awards :  Meilleure révélation pour Le Labyrinthe de Pan.
- 2007 : Critics' Choice Movie Awards : Meilleure jeune actrice  pour Le Labyrinthe de Pan.
- 2007 : Online Film and Television Association Awards : Meilleure jeune actrice pour Le Labyrinthe de Pan.
- 2007 : Young Artist Awards : Meilleure actrice dans un film international pour Le Labyrinthe de Pan.
- 2017 : CinEuphoria Awards (es) :
  - Meilleure actrice pour Gelo.
  - Meilleure distribution pour Gelo partagée avec Afonso Pimentel, Albano Jerónimo, Ivo Canelas et João Jesus.
- 2017 : prix Sophia de la meilleure actrice pour Gelo.